# Томаківський провулок
Тома́ківський прову́лок — провулок у Дніпровському районі міста Києва, житловий масив ДВРЗ. Пролягає від Марганецької вулиці до Опришківської вулиці.

## Історія
Провулок виник у 50-ті роки XX століття під назвою 620-та Нова вулиця. 1955 року отримав назву Волховський провулок. 
Сучасна назва на честь селища Томаківка — з 2022 року.

## Зображення

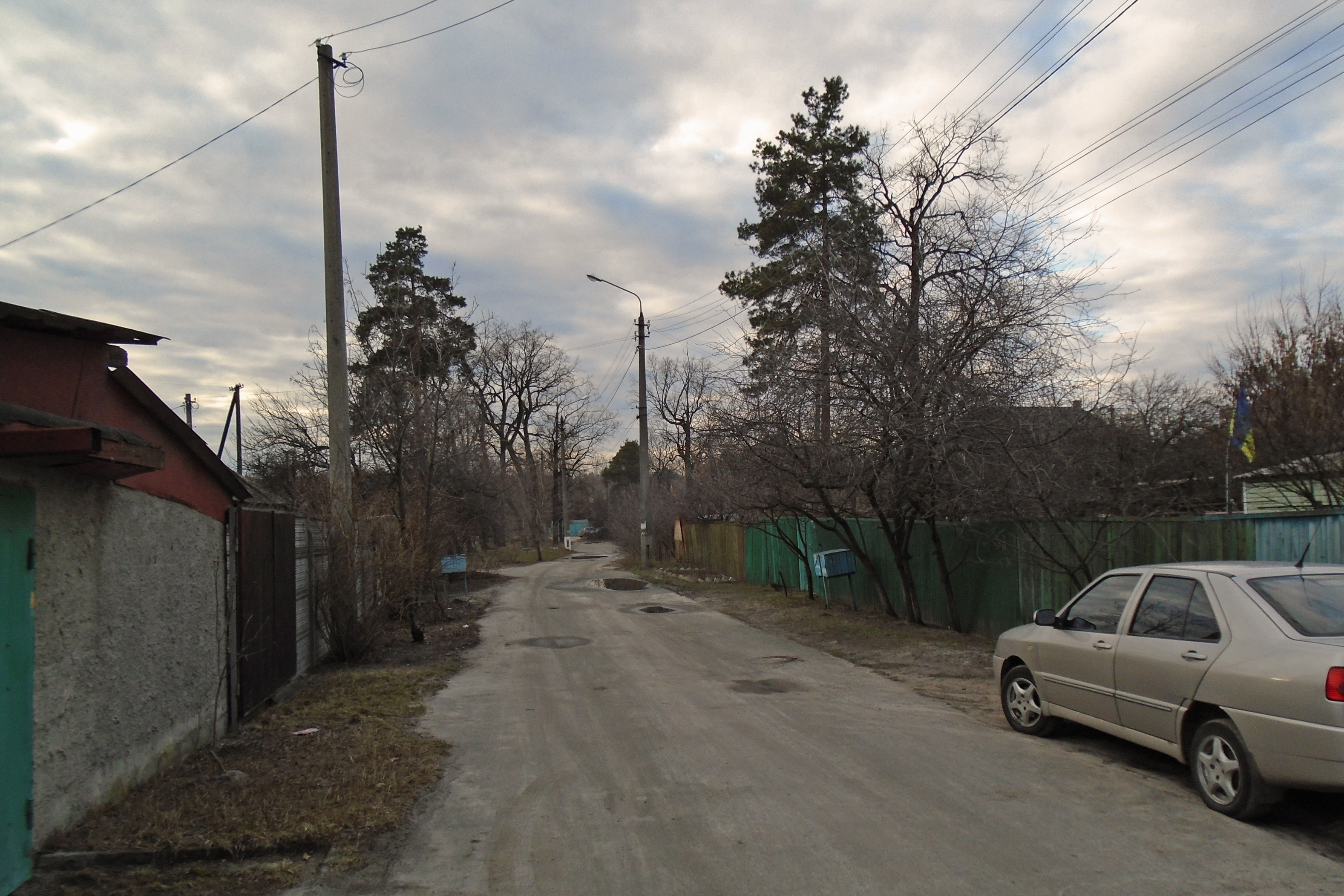
Початкова частина провулку
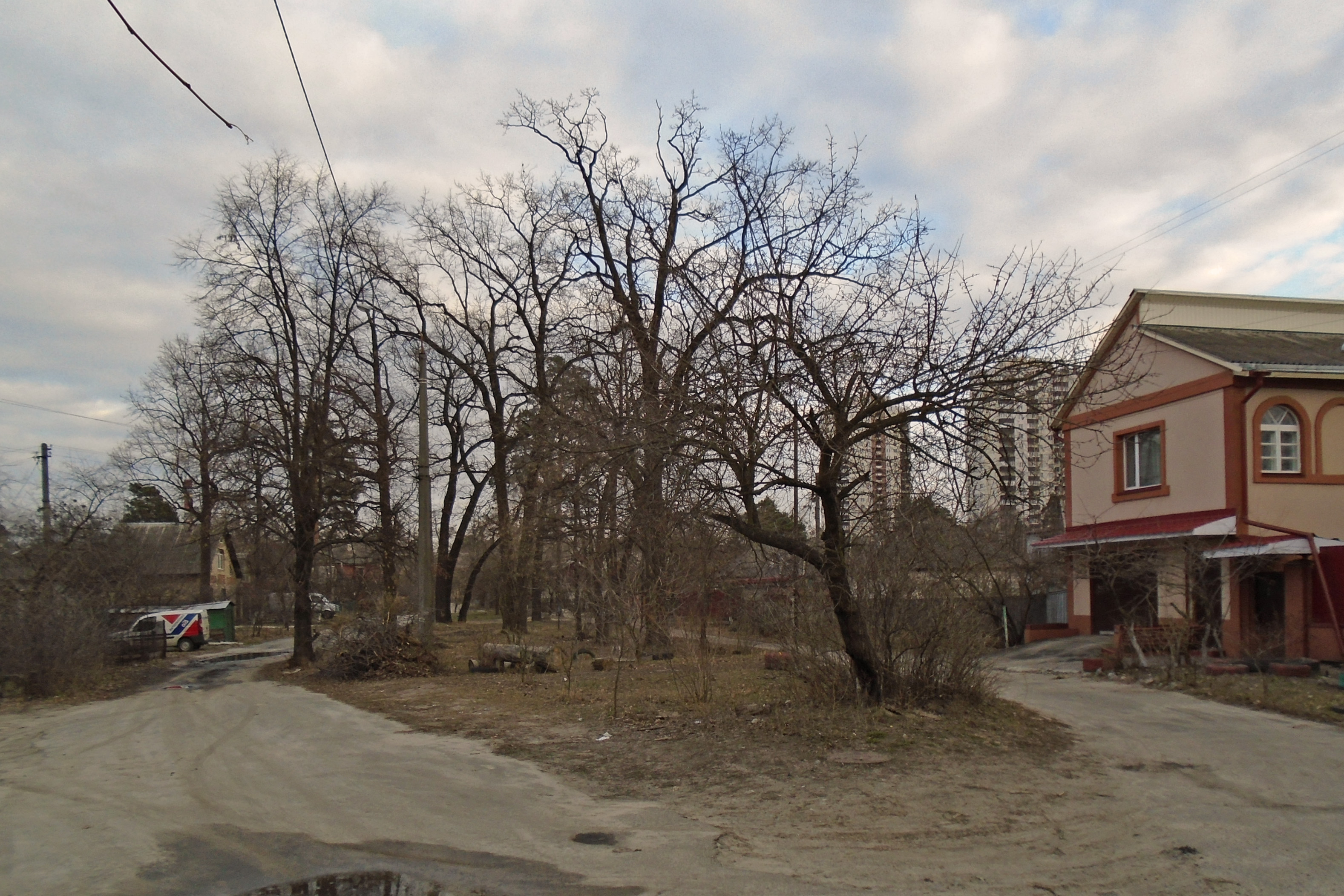
Середня частина провулку
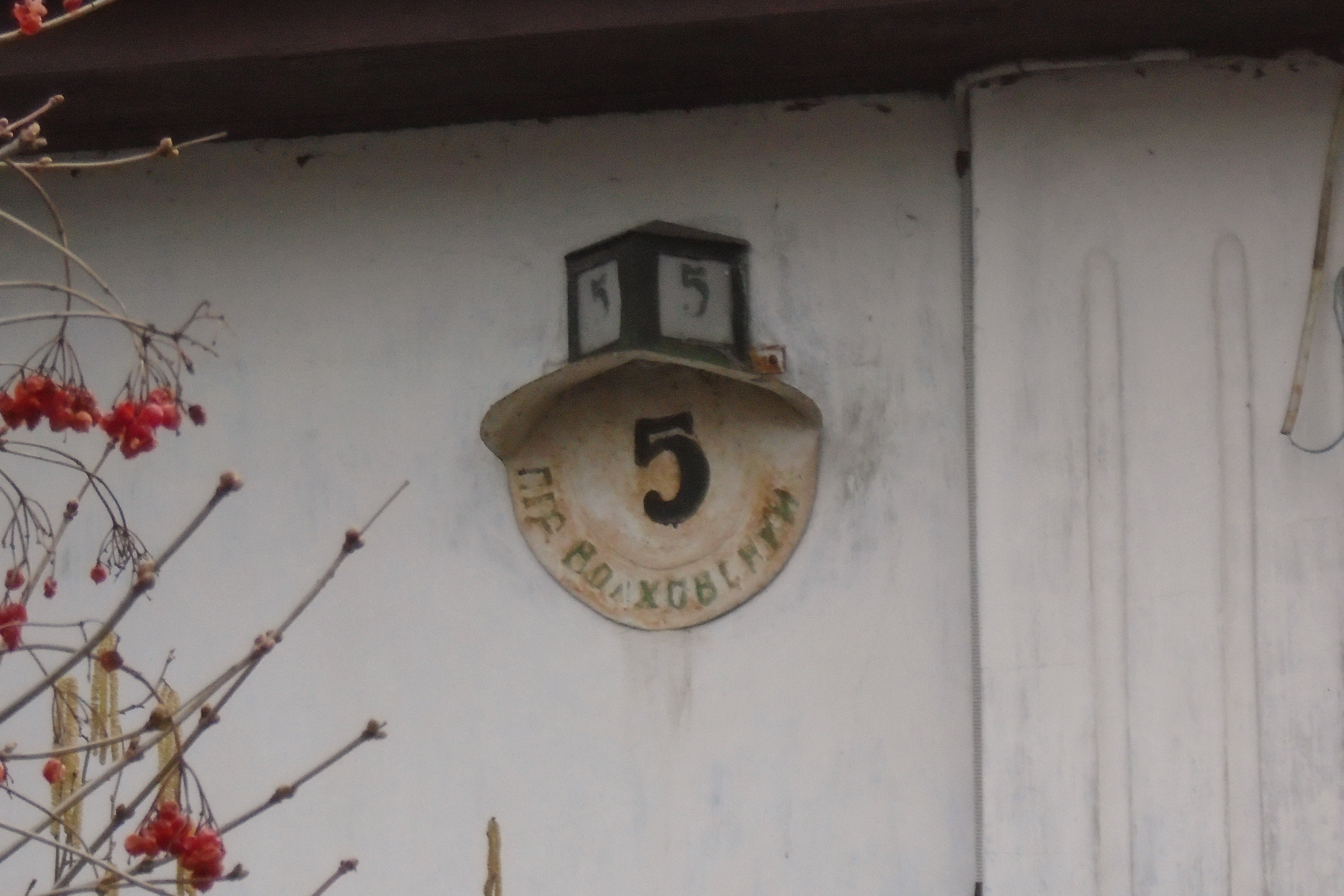
Адресна табличка
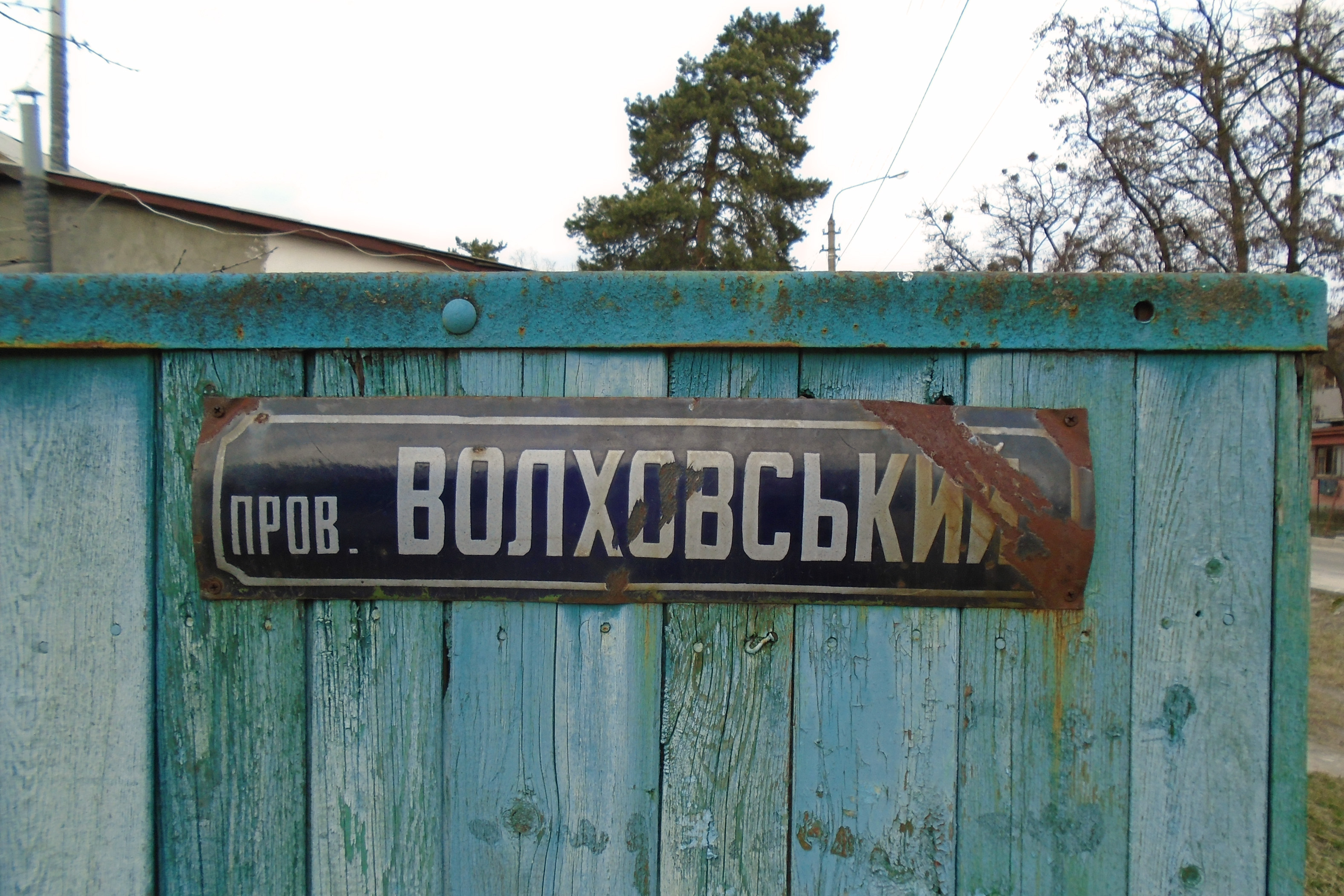
Адресна табличка